# Kirill Andrejewitsch Kossarew
Kirill Andrejewitsch Kossarew (russisch Кирилл Андреевич Косарев; * 1. August 2001 in Samara) ist ein russischer Fußballspieler.

## Karriere

### Verein
Kossarew begann seine Karriere bei Krylja Sowetow Samara. Zur Saison 2017/18 rückte er in den Kader der zweiten Mannschaft Samaras. Für diese kam er in jener Spielzeit zu 18 Einsätzen in der drittklassigen Perwenstwo PFL. Nach der Saison 2017/18 wurde Krylja Sowetow-2 vom Spielbetrieb abgemeldet. Daraufhin wechselte er zur Saison 2018/19 zum Drittligisten FK Murom. In Murom absolvierte der Stürmer in der Spielzeit 2018/19 21 Drittligaspiele, in denen er drei Tore erzielte.
Zur Saison 2019/20 wurde er an Zenit St. Petersburg verliehen. In Sankt Petersburg kam er hauptsächlich für die U-19 Zenits zum Einsatz, zudem spielte er einmal für die Zweitmannschaft in der dritten Liga. Im Januar 2020 wurde die Leihe vorzeitig beendet und Kossarew kehrte nach Murom zurück. Zur Saison 2020/21 wechselte er zum Erstligisten Rubin Kasan. Sein Debüt in der Premjer-Liga gab er im Oktober 2020, als er am 13. Spieltag jener Saison gegen Arsenal Tula in der 85. Minute für Chwitscha Kwarazchelia eingewechselt wurde. Bis zur Winterpause absolvierte er drei Partien für Kasan.
Im Februar 2021 wurde er an den Zweitligisten Tom Tomsk verliehen. Bis Saisonende kam er zu 16 Einsätzen in der Perwenstwo FNL für Tomsk, in denen er dreimal traf. Im Juli 2021 wurde er nach Kroatien an den NK Hrvatski dragovoljac weiterverliehen. Ohne Einsatz für die Kroaten kehrte er jedoch im August 2021 bereits wieder nach Russland zurück und wechselte leihweise zu Kasans Ligakonkurrenten FK Nischni Nowgorod. Für Nischni Nowgorod kam er zu neun Einsätzen, in denen er ein Tor erzielte.
Im Februar 2022 wurde die Leihe abgebrochen und Kossarew an den Zweitligisten Wolgar Astrachan weiterverliehen.

### Nationalmannschaft
Kossarew spielte im Januar 2018 erstmals für eine russische Jugendnationalmannschaft.